# Ulysses Pereira Reverbel
Ulysses Pereira Reverbel (departamento de Artigas, 14 de diciembre de 1917 - Montevideo, 29 de junio de 2001) fue un maestro, abogado y político uruguayo perteneciente al Partido Colorado.

## Biografía
Participó en actividades políticas desde muy joven y fue elegido diputado por el Batllismo para el periodo 1955-1959.
En 1967 es nombrado presidente de la UTE, cargo al que renuncia en 1972 al no prosperar en el Directorio de ese organismo estatal su prédica pro construcción de la Represa de Palmar. También presidió la Comisión Técnico-Mixta de Salto Grande (1969-1972).
Pereira Reverbel fue la mano derecha de Jorge Pacheco Areco durante su período en la presidencia de la República. En UTE aplicó "mano dura" con los trabajadores, enfrentando varias huelgas y apelando incluso a los militares para romper las movilizaciones obreras y los piquetes organizados a fin de interrumpir los servicios del ente que presidía. Lo unía una estrecha amistad con Pacheco Areco, lo cual lo llevó a ser un decidido soporte de éste durante su presidencia y su intento reeleccionista.
Fue secuestrado dos veces, en 1968 y 1971, por el Movimiento de Liberación Nacional-Tupamaros. En 1968 fue puesto en libertad tras cuatro días de secuestro, permaneciendo en la segunda ocasión más de un año privado de su libertad.
Una de sus últimas apariciones públicas fue en octubre de 1983, durante el Acto del Obelisco.
Tras el regreso de la democracia al Uruguay mantuvo un perfil bajo, hasta que poco antes de su muerte editó un libro en el que narra su peripecia vital y da su versión de los secuestros y del período de gobierno de Jorge Pacheco Areco: Un secuestro por dentro (1999).
En Artigas dirigió el periódico "Principios" e integró comisiones directivas de centros sociales, comerciales, de fomento y deportivas.